# Maraldi (cratère lunaire)
Pour les articles homonymes, voir Maraldi.
Maraldi est un cratère usé et érodé situé sur le bord ouest du Sinus Amoris, dans la partie nord-est de la face visible de la Lune. À l’ouest-sud-ouest se trouve le cratère Vitruve, et au nord-ouest se situe le cratère usé Littrow. Juste au nord-est du cratère s’élève Mons Maraldi, une formation en forme de dôme.
Le cratère est nommé d'après deux astronomes français (nés italiens) : Giovanni Domenico Maraldi et Giacomo Filippo Maraldi.
Maraldi possède une paroi extérieure très usée, profondément entaillée, qui ressemble davantage à une chaîne circulaire de sommets qu’à un rebord de cratère. L’intérieur a été inondé de lave basaltique, formant une surface plate à faible albédo. Une crête basse se trouve juste au nord-ouest du centre, et plusieurs minuscules cratères parsèment le fond.
Maraldi est un cratère datant du Nectarien.

## Cratères satellites
Par convention, ces caractéristiques sont identifiées sur les cartes lunaires par le placement d'une lettre sur le côté du cratère qui est le plus proche de Maraldi.
| Maraldi | Latitude | Longitude | Diamètre |
| ------- | -------- | --------- | -------- |
| A       | 20,0° N  | 36,3° E   | 8 km     |
| D       | 16,7° N  | 36,1° E   | 67 km    |
| E       | 17,8° N  | 35,8° E   | 31 km    |
| F       | 19,2° N  | 35,8° E   | 18 km    |
| N       | 18,4° N  | 36,8° E   | 5 km     |
| R       | 20,3° N  | 33,2° E   | 5 km     |
| W       | 13,2° H  | 36,1° E   | 4 km     |

Les cratères ci-dessous ont été renommés par l'Union astronomique internationale :
- Maraldi B : Voir Lucian (en).
- Miraldi M : Voir Theophrastus (en)